# 刘涌 (1960年)
劉涌（1960年11月30日—2003年12月23日），辽宁沈阳人，中華人民共和國黑社會頭目。被控为與辽宁省沈阳市主要领导慕绥新、马向东等人相互勾結而被中华人民共和国最高人民法院提级判处死刑。

## 生平
刘涌生于辽宁省沈阳市，汉族，初中学历。原任沈阳嘉阳集团董事长，和平区政协委员，中国致公党沈阳市直属支部主委。1997年12月当选为第十二届沈阳市人民代表大会代表。1994年曾因犯伤害罪被沈阳市公安局收容审查一次。
2000年7月3日，辽宁省沈阳市公安局对刘涌及其四名同伙发起通緝，刘涌当天乘出租车从沈阳前往铁岭，其后辗转长春、哈尔滨等地，7月8日到达黑龙江省黑河市。7月11日下午，刘涌在黑河出境未遂，在乘车逃亡途中被当地警方抓获，其后被沈阳市公安局刑事拘留，同年8月10日经沈阳市人民检察院批准逮捕。2002年4月17日被判死刑，2003年8月15日改判死刑缓期两年执行。2003年12月22日，中华人民共和国最高人民法院在没有有关当事人的申诉或最高人民检察院的抗诉的情况下，再审改判死刑，剥夺政治权利终身，并与当日在锦州市对刘涌处以死刑。

## 影视形象
曾饰演过白眉大侠的演员赵恒煊在电视剧《大江东去》和《人大主任》中饰演的黑道富豪现实原型皆为刘涌。